# Christian McKay
Christian Stuart McKay (30 december 1973) is een Engelse toneel- en filmacteur. Zijn filmdebuut was in 2008 in Me and Orson Welles, waarin hij de hoofdrol Orson Welles vertolkte.
McKay studeerde aan de Royal Academy of Dramatic Art in Londen. Als theateracteur speelde hij de solovoorstelling Rosebud, waarin hij Welles speelde, en had hiermee succes tijdens het Edinburgh Festival in 2004. Na een conflict met de producent startte McKay samen met zijn vrouw Emily Allen een eigen productiebedrijfje, genaamd Atomic 80. Hiermee brachten ze Rosebud onder andere naar New York, waar regisseur Linklater de voorstelling zag en McKay vroeg voor de rol in Me and Orson Welles.